# پاسیر گودانگ
پاسیر گودانگ (به لاتین: Pasir Gudang) یک منطقهٔ مسکونی در مالزی است که در جوهور واقع شده‌است.